# Kari Schibevaag
Kari Schibevaag es una deportista noruega que compitió en vela en la clase Formula Kite. Ganó una medalla de oro en el Campeonato Mundial de Formula Kite de 2010.

## Palmarés internacional
| \| Campeonato Mundial \| Campeonato Mundial \| Campeonato Mundial \| Campeonato Mundial \| \| Año \| Lugar \| Medalla \| Clase \| \| ------------------ \| ------------------------------ \| ------------------ \| ------------------ \| \| 2010 \| San Francisco (Estados Unidos) \| Medalla de oro \| Formula Kite \| |                                |                |              |
| Campeonato Mundial |                                |                |              |
| Año | Lugar                          | Medalla        | Clase        |
| 2010 | San Francisco (Estados Unidos) | Medalla de oro | Formula Kite |